# Dragon Ball Z – The Movie: Angriff der Cyborgs
Dragon Ball Z – The Movie: Angriff der Cyborgs (ドラゴンボールZ 極限バトル!!三大超サイヤ人) ist der siebte von insgesamt 15 Kinofilmen zur Anime-Serie Dragon Ball Z, die auf dem Manga Dragon Ball des japanischen Zeichners Akira Toriyama basiert. Der Film wurde 2003  auf DVD veröffentlicht. Carlsen Comics brachte im selben Jahr die dazugehörigen Anime-Comics heraus (Ausgaben 37 – 40).

## Handlung
Der Film wird mit einer Sequenz aus Dragon Ball Z eingeleitet, in der Dr. Gero, ein ehemaliger Wissenschaftler der Red-Ribbon-Armee, von seinem Cyborg C17 getötet wird. Zusammen mit C18 verlässt C17 das Labor.
Die eigentliche Geschichte beginnt damit, dass Son-Goku mit seiner Frau Chichi und seinem Sohn Son-Gohan zum Einkaufen in der Stadt sind. Während sie mit ihren Freunden Kuririn, Trunks, Oolong und Muten-Roshi in einem Restaurant zu Mittag essen, verwüsten zwei Cyborgs, C14 und C15, Teile der Stadt. Sie sind auf der Suche nach Son-Goku, um ihn zu töten und finden ihn schließlich im Restaurant, das sie durch Explosionen zerstören. Nachdem Son-Goku die Menschen gerettet hat, sieht er sich den Unbekannten gegenüber und stellt fest, dass es sich um von Dr. Gero erschaffene Cyborgs handelt. Im Kampf gegen sie erhält er kurzzeitig Unterstützung von Trunks, der vorschlägt, die Stadt zu verlassen und die Cyborgs in einem unbesiedelten Gebiet zu bekämpfen. Gegen den Willen seiner Mutter folgt Son-Gohan seinem Vater und wird dabei von Kuririn begleitet.
Als Son-Goku und Trunks in der nördlichen Gletscherzone gegen die Cyborgs kämpfen, erscheint mit C13 ein weiterer Cyborg. Son-Goku erfährt, dass alle drei von Dr. Geros Computer erschaffen wurden, auf den sich Dr. Geros Hass auf Son-Goku übertragen hatte. Ihr einziges Ziel ist es, Son-Goku zu vernichten. Während des Kampfes von Son-Goku mit C13 trifft unerwartet Vegeta ein. Alle drei Saiyajins bekämpfen nun fortan als Super-Saiyajins die Cyborgs. Als Son-Gohan kurz in den Kampf eingreift, um seinen Vater zu unterstützen, erscheint auch Piccolo, der es kurzzeitig mit C13 aufnimmt, während Vegeta und Trunks C14 und C15 zerstören. C13 nimmt von den beiden anderen zwei Cyborgs je zwei Chips in sich auf und verwandelt sich dadurch in einen noch stärkeren Gegner.
Son-Goku sieht als einzigen Ausweg die Anwendung einer Genkidama, um den Gegner zu vernichten. Nach seiner erneuten Verwandlung in einen Super-Saiyajin nimmt Son-Goku die Energie der Genkidama in sich auf. Nachdem Son-Goku C13 getötet hat, warten Kuririn und Son-Gohan im Krankenhaus auf ihre Genesung.

## Synchronsprecher
Die deutsche Synchronisation wurde vom Synchronstudio der Berliner MME Studios umgesetzt.
| Rolle           | Japanischer Sprecher (Seiyū) | Deutscher Sprecher        |
| --------------- | ---------------------------- | ------------------------- |
| Son-Goku        | Masako Nozawa                | Tommy Morgenstern         |
| C13             | Kazuyuki Sogabe              | Sebastian Christoph Jacob |
| Son-Gohan       | Masako Nozawa                | Sandro Blümel             |
| Dr. Gero        | Kōji Yada                    | Gerhard Paul              |
| ChiChi          | Naoko Watanabe               | Julia Ziffer              |
| Krillin/Kuririn | Mayumi Tanaka                | Wanja Gerick              |
| Muten Roshi     | Kōhei Miyauchi               | Karl Schulz               |
| Oolong          | Naoki Tatsuta                | Bernhard Völger           |
| Piccolo         | Toshio Furukawa              | David Nathan              |
| Trunks          | Takeshi Kusao                | Sebastian Schulz          |
| Vegeta          | Ryō Horikawa                 | Oliver Siebeck            |